# West Oxfordshire
West Oxfordshire es un distrito no metropolitano del condado de Oxfordshire (Inglaterra). Tiene una superficie de 714,4 km². Según el censo de 2001, West Oxfordshire estaba habitado por 95 640 personas y su densidad de población era de 133,87 hab/km².